# Maxstoke
Maxstoke est un hameau et une paroisse civile du Warwickshire, en Angleterre.

## Toponymie
Maxstoke est un toponyme d'origine vieil-anglaise. Il désigne une ferme excentrée (stoc) appartenant à un homme nommé *Macca. Il est attesté pour la première fois en 1169 sous la forme Makestoka.

## Géographie
Maxstoke est un hameau du Warwickshire, un comté des Midlands de l'Ouest. Il se situe dans le nord de ce comté, à 5 km au sud-est de Coleshill. Le centre-ville de Birmingham se trouve à une vingtaine de kilomètres à l'ouest. L'autoroute M6 passe tout au sud de la paroisse civile, tandis que la Blythe (en), un affluent de la Tame, la délimite du côté occidental.
Au Moyen Âge, Maxstoke relève du hundred de Hemlingford (en). Après l'abandon du système des hundreds, il est rattaché au district rural de Meriden (en) de 1894 à 1974, puis au district non métropolitain du North Warwickshire depuis 1974.
Pour les élections à la Chambre des communes, Maxstoke appartient à la circonscription de North Warwickshire.

## Histoire
Le manoir de Maxstoke ne figure pas dans le Domesday Book. Il est mentionné comme propriété de la famille de Limesi ou Limesay à la fin du XIIe siècle. En 1213, il est partagé entre les deux sœurs du dernier baron : Eleanor, épouse de William de Lindsay (en), et Basilia, épouse de Hugh de Odingseles. La moitié des Lindsay passe à la famille de Pynkeny ou Pinkeney vers le milieu du XIIIe siècle, après quoi on perd sa trace.

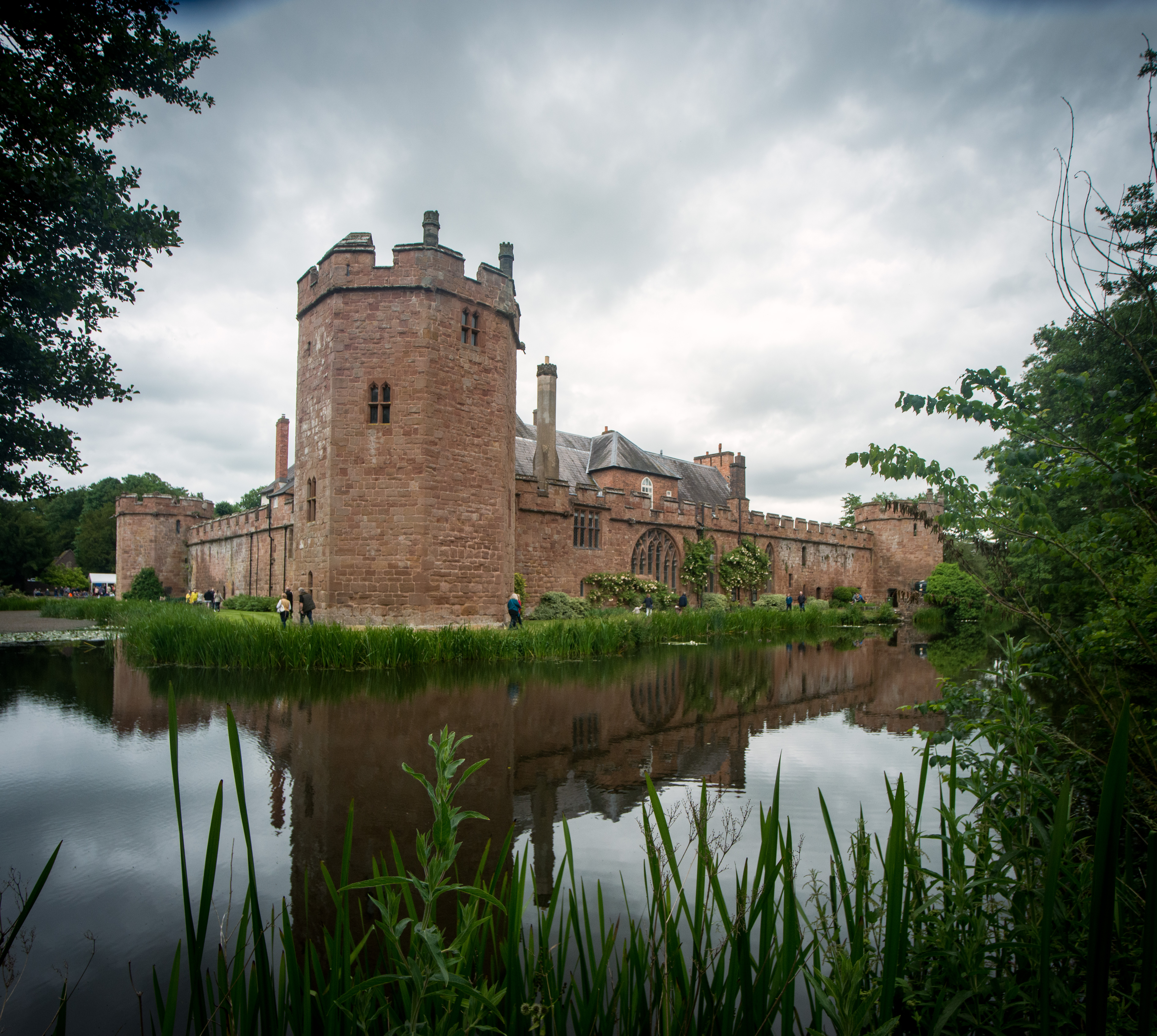
Le château de Maxstoke.

L'autre moitié du manoir de Maxstoke se transmet dans la famille de Odingeseles ou Odingsells jusqu'en 1295. Après l'extinction de la lignée masculine, il passe dans la famille Clinton (en) par le mariage d'Ida de Odingsells avec le baron John Clinton (en). Leur deuxième fils, William de Clinton (en), est titré comte de Huntingdon en 1337. Il entreprend la construction du château de Maxstoke quelques années plus tard et fonde également un prieuré d'augustins (en) qui reçoit une partie du manoir en dotation. Par la suite, le manoir de Maxstoke est donc divisé entre la part du prieuré au sud (qui inclut le manoir même) et la part des châtelains héritiers de la famille Clinton au nord.
En 1432, le baron John Clinton (en) procède à un échange avec le comte de Stafford Humphrey Stafford, qui acquiert Maxstoke contre les manoirs de Whiston (en) et Woodford, dans le Northamptonshire. Les Stafford conservent Maxstoke jusqu'en 1521, lorsque le duc de Buckingham Edward Stafford est condamné à mort pour haute trahison. Ses biens sont alors confisqués par la couronne et le château de Maxstoke est acquis par un courtisan d'Henri VIII, William Compton (en). Il se transmet dans sa famille jusqu'en 1596, lorsque son descendant l'échange contre d'autres terres avec la reine Élisabeth Ire. Il devient alors propriété de la famille Dilke.

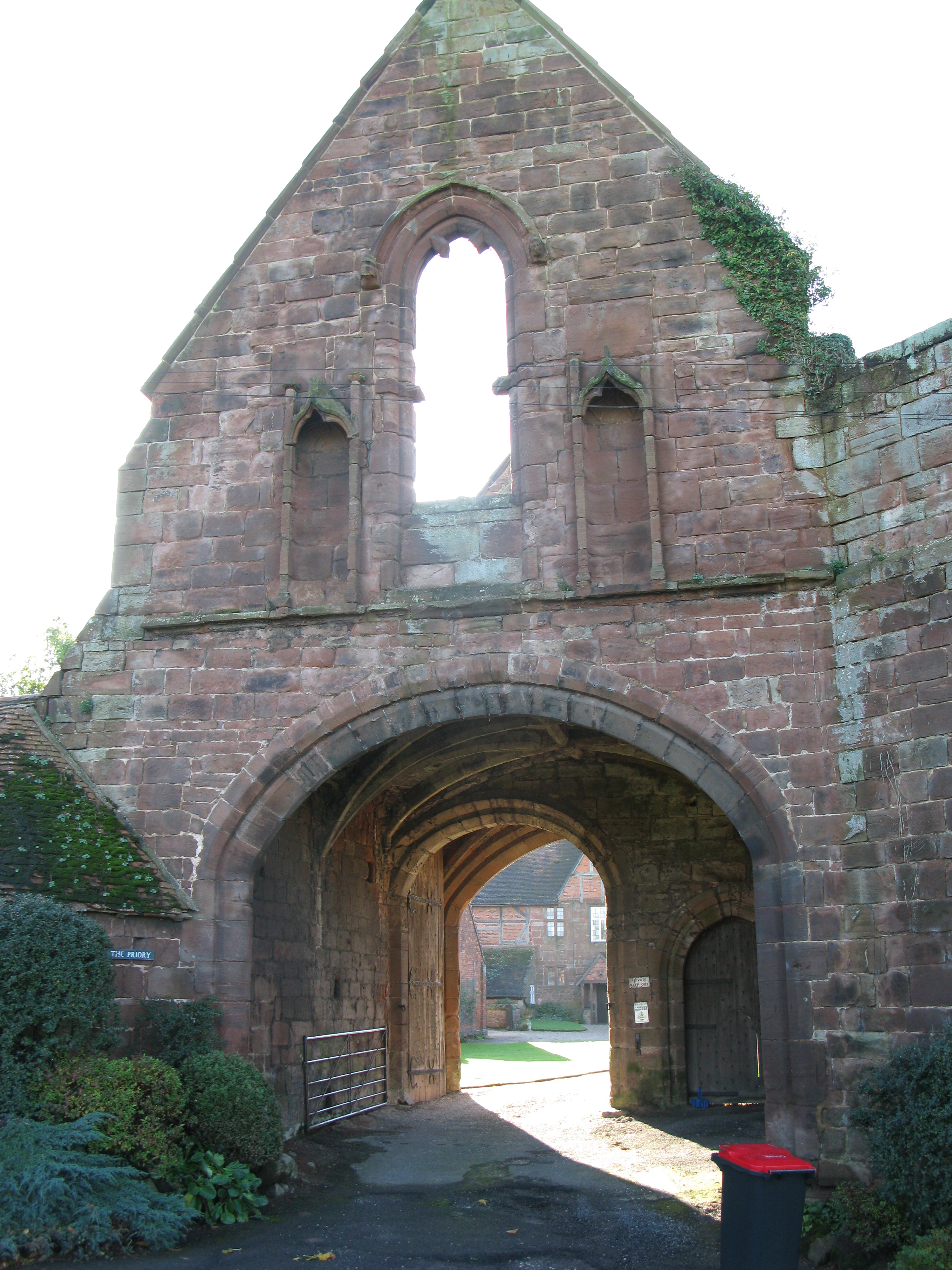
La porterie du.

En 1536, le prieuré de Maxstoke ferme ses portes dans le cadre de la dissolution des monastères. Sa part du manoir est acquise deux ans plus tard par le duc de Suffolk Charles Brandon, qui le revend en 1540 à un orfèvre londonien, Robert Trapps. Il passe par mariage à la famille Paulet vers 1565, puis à la famille Leigh (en) de Stoneleigh vers 1709.

## Démographie
Au recensement de 2011, la paroisse civile de Maxstoke comptait 240 habitants.
| Année | Population |
| ----- | ---------- |
| 1801  | 355        |
| 1811  | 316        |
| 1821  | 364        |
| 1831  | 352        |
| 1841  | 346        |
| 1851  | 350        |
| 1881  | 241        |
| 1891  | 224        |
| 1901  | 231        |
| 1911  | 230        |
| 1921  | 260        |
| 1931  | 259        |
| 1951  | 331        |
| 1961  | 277        |
| 2011  | 240        |

## Culture locale et patrimoine

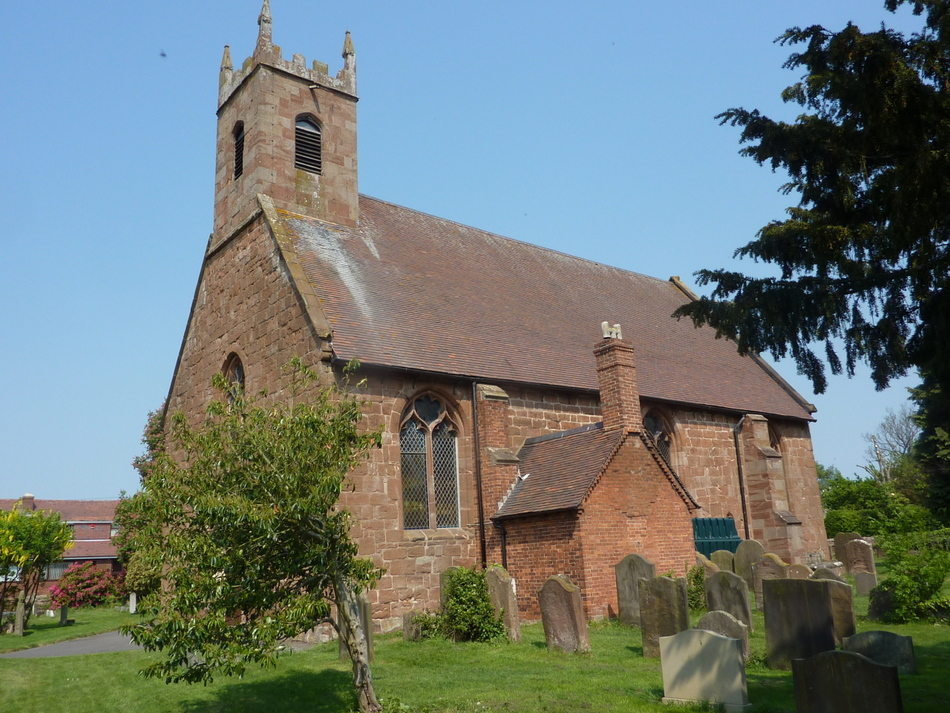
L'église de Maxstoke.

Le château de Maxstoke, fondé en 1345 par William de Clinton (en), est agrandi au milieu du XVe siècle par Humphrey Stafford. Les bâtiments de la cour sont reconstruits par Thomas Dilke au XVIIe siècle. C'est un château aux murs en grès rouge, de plan carré, avec une tour octagonale à chaque angle, entouré d'une douve. Il est protégé en tant que scheduled monument depuis 1935 et monument classé de grade I depuis 1952.
Le prieuré de Maxstoke (en) est un monastère d'Augustins fondé en 1336 sous les auspices de William de Clinton. Enclos par un mur d'enceinte de 250 mètres de côté, il comprend toute une série de bâtiments de nature religieuse et agricole, dont la résidence originelle des seigneurs de Maxstoke, située sur une petite île au milieu d'une douve. Le site du prieuré est protégé en tant que scheduled monument et monument classé de grade II*.
L'église paroissiale de Maxstoke est dédiée à saint Michel et à tous les anges. Sa construction remonte au milieu du XIVe siècle, comme celle du prieuré voisin. Le bâtiment connaît des travaux supplémentaires au XVIIIe siècle et au milieu du XIXe siècle. C'est un monument classé de grade II* depuis 1961.